# Yasuní (Orellana)
Yasuní ist eine Parroquia rural („ländliches Kirchspiel“) im Kanton Aguarico der ecuadorianischen Provinz Orellana. Verwaltungssitz ist die Ortschaft Zancudo Cocha, im Norden der Parroquia am Ufer des Río Aguarico gelegen. Weitere Orte in der Parroquia sind Fronteras del Ecuador und Martinica, beide im Südwesten am Flussufer des Río Napo. Die Parroquia Yasuní besitzt eine Fläche von 841,87 km². Die Einwohnerzahl lag im Jahr 2019 bei 429. Die Parroquia wurde am 19. August 1925 gegründet.

## Lage
Die Parroquia Yasuní liegt im Amazonastiefland im Südosten der Provinz Orellana. Der Río Napo begrenzt das Gebiet im Süden, dessen linker Nebenfluss Río Aguarico im Osten und im Norden. Das Areal wird größtenteils vom Río Yanayacu, ein rechter Nebenfluss des Río Aguarico, in südöstlicher Richtung entwässert. Im Südwesten verläuft der Río Cocaya entlang der Gebietsgrenze nach Osten. Im Anschluss durchquert er den Süden der Parroquia und mündet schließlich in den Río Aguarico. An der nordwestlichen Gebietsgrenze befindet sich der See Laguna Zancudo Cocha. Das Areal liegt auf einer Höhe von etwa 210 m.
Die Parroquia Yasuní grenzt im Osten und im Süden an Peru, im Südwesten an Nuevo Rocafuerte und Tiputini, im Westen an die Parroquia Santa María de Huiririma, im Nordwesten an die Parroquia Capitán Augusto Rivadeneira sowie im Norden an die Parroquia Cuyabeno im Kanton Cuyabeno der Provinz Sucumbíos.

## Ökologie
Mit Ausnahme des äußersten Südostens liegt die Parroquia innerhalb des Wildtier-Reservates Cuyabeno.